# Diego de Obregón

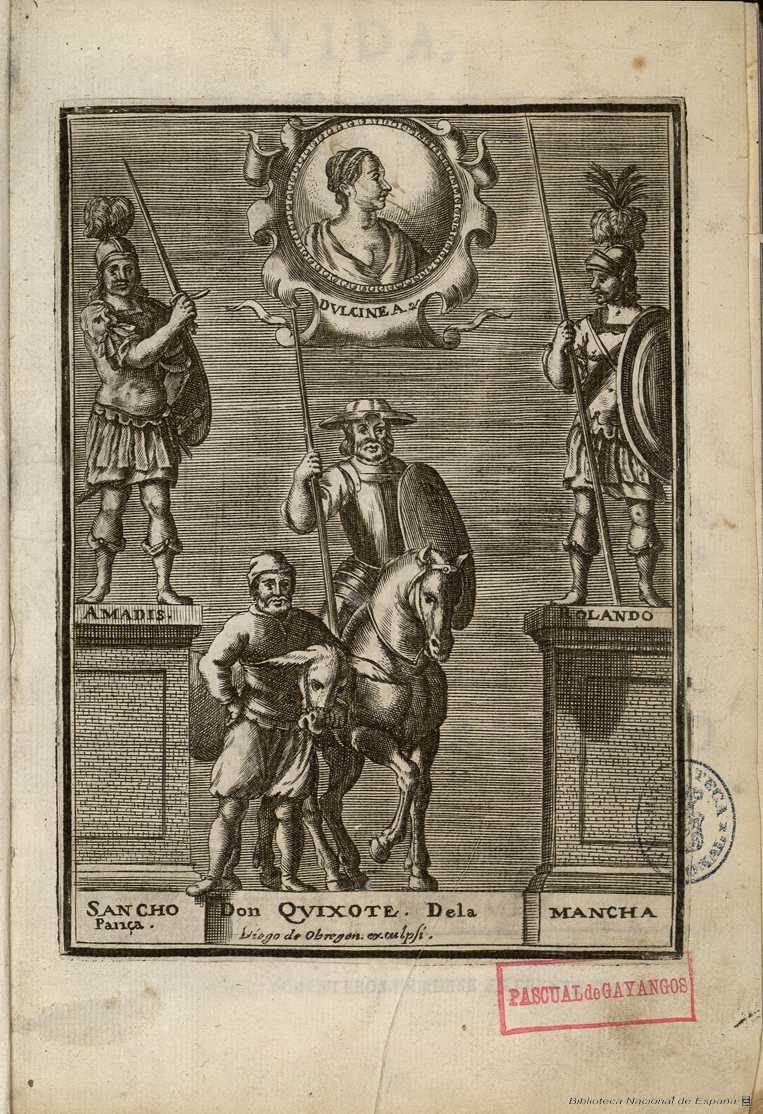
Anteportada de Vida, y hechos del ingenioso cavallero don Quixote de la Mancha. Parte primera..., ilustrada con treinta y quatro laminas muy donosas, y apropiadas a la materia..., Madrid, 1674, primera edición ilustrada en España de la obra de Miguel de Cervantes. Madrid, Biblioteca Nacional.

Diego de Obregón (f. 1658-1699) fue un grabador barroco español, hijo y discípulo del pintor Pedro de Obregón. De él dice Ceán Bermúdez que grabó en Madrid muchas y buenas láminas con aseo y corrección.

## Obra
Su obra más conocida, y a la vez la primera fechada de que se tiene noticia, son los 18 grabados de animales, algunos de ellos fantásticos, incluidos en el Govierno general, moral y político, hallado en las fieras y animales sylvestres, de Andrés Ferrer de Valdecebro, obra impresa en Madrid por Diego de la Carrera en 1658, y varias veces reimpresa antes de concluir el siglo. La obra tuvo su continuación en un Govierno General, Moral y político. Hallado en las aves más generosas y nobles del mismo autor, que salió en 1669 en Madrid, en impresión de Melchor Alegre, llevando unas mediocres ilustraciones de Obregón inspiradas en la Historia naturalis de Johannes Jonston. De fecha próxima han de ser tres raros aguafuertes abiertos por dibujo de Alonso Cano con La visión de san Antonio de Padua (British Museum), Santa Catalina de Alejandría (Biblioteca Nacional de España) y Santa Apolonia (Biblioteca Nacional de España y prueba de estado en el Museo del Prado).
En 1670 colaboró con Marcos Orozco aportando algunas de las ilustraciones a media página incluidas en la obra emblemática de Juan Baños de Velasco,  L. Anneo Séneca ilustrado en blasones políticos y morales..., estampas de mayor calidad y contenido pictórico. Se conocen también portadas de libros y retratos, entre ellos los de Andrés Cabrera y su mujer Beatriz de Bobadilla, primeros marqueses de Moya, para la vida que del marqués escribió Francisco Pinel y Monroy con el título Retrato del buen vasallo (1677), el del obispo Diego de Arce y Reinoso sobre un dibujo de Francisco Rizi, o el de Juan Alfonso Rodríguez de Lancina para su Historia de las reboluciones del Senado de Messina, impresa en Madrid por Julián de Paredes, 1692.
Pero su obra de mayor significación histórica, y sin embargo poco conocida pues no la citan Ceán ni Antonio Gallego, son los grabados que proporcionó para la primera edición ilustrada que de la obra de Cervantes se hizo en España: Vida, y hechos del ingenioso cavallero don Quixote de la Mancha. Parte primera..., ilustrada con treinta y quatro laminas muy donosas, y apropiadas a la materia..., en Madrid por Andrés García de la Iglesia Año de 1674. A costa de D. María Armenteros...  Obregón realizó también las ilustraciones de la parte segunda, impresa por Roque Rico de Miranda, inspiradas unas y otras en las aparecidas con la edición holandesa de 1657, copiadas a su vez por Bouttats para la edición de Juan de Mommarte (Bruselas, 1662), primera en la que el texto español se acompañaba de estampas, pero Obregón supo dotar a sus imágenes de un tono más humorístico, adaptándolas al formato en cuarto e incorporándolas al texto.